# Robert Moldoveanu
Robert Moldoveanu (Bucarest, 8 marzo 1999) è un calciatore rumeno, attaccante dell'Argeș Pitești.

## Caratteristiche tecniche
È un centravanti.

## Carriera

### Club
Cresciuto nel settore giovanile del Dinamo Bucarest, ha esordito in prima squadra il 12 luglio 2015 disputando l'incontro di Liga I pareggiato 0-0 contro il Târgu Mureș.

### Nazionale
Ha giocato nelle nazionali giovanili rumene Under-17 ed Under-19.

## Palmarès

### Club

#### Competizioni nazionali
- Liga II: 1

Argeș Pitești: 2024-2025